# Канталупо-Лигуре
Канталупо-Лигуре (итал. Cantalupo Ligure) — коммуна в Италии, располагается в регионе Пьемонт, в провинции Алессандрия.
Население составляет 548 человек (2008 г.), плотность населения составляет 23 чел./км². Занимает площадь 24 км². Почтовый индекс — 15060. Телефонный код — 0143.
Покровительницей коммуны считается Пресвятая Богородица (	cantalupesi
Patrono	Madonna del Carmelo), празднование 16 июля.
В боях под Канталупо-Лигуре погиб Фёдор Полетаев — советский солдат, участник итальянского движения Сопротивления, Герой Советского Союза.

## Демография
Динамика населения:

## Администрация коммуны
- Официальный сайт: